# Прохаска, Иржи
И́ржи Про́хаска (чеш. Jiří Procháska; 10 апреля 1749[…], Ближковице[…] — 17 июля 1820[…], Вена[…]) — чешский анатом, физиолог и окулист.

## Биография
Иржи Прохаска посещал гимназию иезуитов в Цнайме. В возрасте 18 лет он получил степень доктора философии и тогда же приступил к изучению медицины в Праге. Получив степень доктора медицины в 1776 году, сделался помощником профессора анатомии Йозефа Барта. В 1778 году, после многих анатомических работ, он стал профессором в Вене, но скоро перешёл профессором анатомии и глазных болезней в Прагу, где основал анатомический музей и напечатал много анатомических исследований.
В 1779 году опубликовал труд «О структуре нервов», в котором автор сделал описание нервной системы и указал на функциональное значение морфологического различия между передними и задними корешками спинномозговых нервов.
В 1791 году он вновь перешёл в Вену профессором анатомии, физиологии и глазных болезней, оставаясь в этом звании до 1819 года. Иржи Прохаска имел обширную практику по офтальмологии, произвёл свыше 3000 операций катаракты и основал в Вене превосходный анатомический музей, купленный у него правительством за 6000 флоринов.
В ряду его многочисленных печатных трудов видное место занимают: «Disquisitio anat. physiol. organismi corpor. humani ejusque process. vitalis» (1812). Знаменитый венский анатом Гиртль говорит, что Прохаска был единственный венский анатом, который оставил глубокий и продолжительный след своей научной деятельности. Он был выдающийся мыслитель, и только много времени спустя после его смерти удалось усвоить новые начала, которые он положил в основу изучения науки.